# Rallye Šumava 1996
Rallye Šumava 1996 byl úvodní podnik šampionátu Mezinárodní mistrovství České republiky v rallye 1996 a také podnik Německého mistrovství. Vítězem se stal Stanislav Chovanec s vozem Ford Escort RS Cosworth.

## Průběh soutěže
Celá soutěž se odehrávala na zasněžených tratích. Za tým Škoda Motorsport zde s vozem Škoda Felicia Kit Car nastoupil Jindřich Štolfa. Celkem odstartovalo 89 posádek, ale jen polovina soutěž dokončila. Soutěž poznamenali neukáznění diváci. První etapa končila nočními testy. Teprve v druhé etapě se do čela dostal Chovanec, který nakonec zvítězil. Štolfa měl porochu motoru a ze soutěže musel odstoupit.

## Výsledky
1. Stanislav Chovanec, Henrich Kurus – Ford Escort RS Cosworth
2. Hermann Gassner senior, Siegfried Schrankl – Proton Wira EVO III
3. Armin Kremer, Sven Behling – Mitsubishi Lancer EVO
4. Václav Arazim, Julius Gál – Ford Escort RS Cosworth
5. Václav Blahna, Pavel Schovánek – Ford Escort RS Cosworth
6. Isolde Holdried, Catherine Francois – Toyota Celica GT-Four ST-205
7. Armin Holz, Dieter Hawranke – Volkswagen Golf GTI
8. Marcel Tuček, Tomáš Singer – Nissan Sunny GTI
9. Hans Ostermayer, Michael Peters – Opel Astra GSI
10. Milan Dolák, Jaroslav Palivec – Lancia Delta HF Integrale